# Jem Karacan
Jem Paul Karacan (* 21. Februar 1989 in Catford, London) ist ein türkischer Fußballspieler. Er spielt auf der Position des Mittelfeldspielers.

## Kindheit und Ausbildung
Karacan kam als Sohn des türkischen Vaters, der in jungen Jahren aus der zentralanatolischen Provinz Aksaray nach England eingewandert war, und einer englischen Mutter im Londoner Stadtteil Catford auf die Welt und wuchs hier auf.

## Karriere

### Verein
Jem Karacan unterschrieb im Juli 2007 seinen ersten Profivertrag beim FC Reading, nachdem er vier Jahre in der Jugendakademie des Vereins durchlaufen hatte. Der Verein verlieh ihn von Oktober 2007 bis Januar 2008 zum AFC Bournemouth in die Football League One, bei denen er bis dahin regelmäßig zum Einsatz kam. Es folgte eine weitere Leihe beim FC Millwall. Er kehrte im Sommer 2008 nach Reading zurück und schaffte es, sich im Team der Royals zu etablieren. In der Saison 2008/09 erhielt er 15 Einsätze in der Championship, in denen ihm ein Treffer für Reading gelang. In der Spielzeit 2009/10 zählte Karacan zum Stammkader des Vereins und absolvierte die Mehrheit der Partien.
Am 9. Juli 2015 wechselte Karacan in die Türkei und unterschrieb einen Dreijahresvertrag bei Galatasaray Istanbul. Für die Rückrunde der Saison 2015/16 wurde Karacan an Bursaspor verliehen. Am Saisonende kehrte er zwar zur Galatasaray zurück, wurde jedoch auf die Verkaufsliste gesetzt. Nachdem er keinen neuen Verein finden konnte und bei Galatasaray nicht in den Kader der anstehenden Saison aufgenommen wurde, trainiert Karacan mit der zweiten Mannschaft. Am 6. Januar 2017 wurde sein Vertrag mit Galatasaray aufgelöst.

### Nationalmannschaft
Karacan fiel früh den Talentscouts des türkischen Fußballverbandes auf und wurde 2006 für die türkische U-17-Jugendnationalmannschaft nominiert. Nach seinem Debüt am 21. Februar 2006 während eines Testspiels gegen die russische U-17 erhielt er regelmäßige Nominierungen für die diversen Jugendnationalmannschaften der Türkei.
Im Februar 2012 wurde er das erste Mal für die zweite Auswahl der Türkische Fußballnationalmannschaft nominiert und debütierte in einem Testspiel gegen die zweite Wahl Estlands.
Um verletzungsbedingte Ausfälle zu kompensieren wurde er vor dem WM 2014-Qualifikationsspiel gegen die ungarische Fußballnationalmannschaft zusammen mit Serdar Kurtuluş in den Kader der Türkische Fußballnationalmannschaft nachnominiert.